# Principen om minsta möjliga förvåning
Principen om minsta möjliga förvåning eller förvirring (POMMF) används bland annat vid utformning av användargränssnitt och programspråk och inom ergonomi. 
Principen om minsta förvåning (eller överraskning) innebär att när två element i ett gränssnitt står i konflikt med varandra eller är tvetydiga, ska resultatet vara det som orsakar minst förvåning för den mänskliga användaren när konflikten uppstår, eftersom det är detta som avgör hur användbart gränssnittet är. Formell konsekvens är viktigt främst då en viktig grupp av användare antas känna till de bakomliggande principerna och alltså i vissa fall inte förväntar sig vad som är intuitivt naturligt för en mindre insatt användare.
Till exempel kan ett användargränssnitt ha beteendet att när tangentkombinationen Control-Q trycks ned avslutas ett program. Samma användargränssnitt kan även ha möjligheten att spela in makron, det vill säga en sekvens av tangentbordstryckningar som kan spelas upp senare för att styra ett program. Användaren kan vilja spela in en sekvens av tangentbordstryckningar med Control-Q som en del av makrot.  Principen om minsta förvåning säger att när Control-Q trycks ned under inspelningen av makrot, ska programmet inte avslutas (vilket skulle överraska användaren), utan istället ska tangenttryckningen spelas in.